# إديسون بريسيادو
إديسون بريسيادو هو لاعب كرة قدم إكوادوري في مركز الهجوم، ولد في 18 أبريل 1986 في هواكويياس في الإكوادور. شارك مع منتخب الإكوادور لكرة القدم. أما مع النوادي، فقد لعب مع أتليتكو سان لويس وديبورتيفو كوينكا ونادي ديبورتيفو إل ناسيونال ونادي ديلفين.